# 몬테비데오
몬테비데오(스페인어: Montevideo, 문화어: 몬떼비데오)는 우루과이의 수도이자 최대의 무역항이며, 우루과이 국내에서 인구가 백만이 넘는 도시이다. 몬테비데오주의 주도이기도 하다. 2010년 현재 인구는 132만 7115명이다.

## 위치
우루과이 남단에 있으며, 라플라타강 연안에 위치한다. 한반도의 대척점에 있는 도시로 알려져 있는데 한반도에서 정확하게 대한민국 전라남도 여수시가 대척점이다.

## 역사
1776년에 아르헨티나 연안, 포클랜드 제도, 페르난도포섬을 관리하기 위한 해군기지가 세워졌다.
우루과이가 독립하자 그 수도가 되었으며, 19세기초부터 약 1세기 동안 영국의 영향을 강하게 받았다.

## 기후
온난하며 겨울에도 눈이 잘 내리지 않는다. 눈은 1913, 1918, 1963, 1989, 1992, 2007년 딱 6번만 왔다.
| 몬테비데오의 기후                                                                              | 몬테비데오의 기후 | 몬테비데오의 기후 | 몬테비데오의 기후 | 몬테비데오의 기후 | 몬테비데오의 기후 | 몬테비데오의 기후 | 몬테비데오의 기후 | 몬테비데오의 기후 | 몬테비데오의 기후 | 몬테비데오의 기후 | 몬테비데오의 기후 | 몬테비데오의 기후 | 몬테비데오의 기후 |
| 월                                                                                             | 1월               | 2월               | 3월               | 4월               | 5월               | 6월               | 7월               | 8월               | 9월               | 10월              | 11월              | 12월              | 연간              |
| ---------------------------------------------------------------------------------------------- | ----------------- | ----------------- | ----------------- | ----------------- | ----------------- | ----------------- | ----------------- | ----------------- | ----------------- | ----------------- | ----------------- | ----------------- | ----------------- |
| 역대 최고 기온 °C (°F)                                                                         | 42.8 (109.0)      | 40.3 (104.5)      | 38.4 (101.1)      | 36.7 (98.1)       | 32.0 (89.6)       | 27.8 (82.0)       | 29.8 (85.6)       | 32.6 (90.7)       | 32.7 (90.9)       | 35.8 (96.4)       | 38.2 (100.8)      | 40.8 (105.4)      | 42.8 (109.0)      |
| 일평균 최고 기온 °C (°F)                                                                       | 27.8 (82.0)       | 27.0 (80.6)       | 25.3 (77.5)       | 22.0 (71.6)       | 18.5 (65.3)       | 15.6 (60.1)       | 14.7 (58.5)       | 16.7 (62.1)       | 17.9 (64.2)       | 20.7 (69.3)       | 23.7 (74.7)       | 26.4 (79.5)       | 21.4 (70.5)       |
| 일일 평균 기온 °C (°F)                                                                         | 23.3 (73.9)       | 22.8 (73.0)       | 21.2 (70.2)       | 18.1 (64.6)       | 14.8 (58.6)       | 11.9 (53.4)       | 11.0 (51.8)       | 12.6 (54.7)       | 13.9 (57.0)       | 16.5 (61.7)       | 19.2 (66.6)       | 21.8 (71.2)       | 17.3 (63.1)       |
| 일평균 최저 기온 °C (°F)                                                                       | 18.8 (65.8)       | 18.6 (65.5)       | 17.1 (62.8)       | 14.1 (57.4)       | 11.0 (51.8)       | 8.1 (46.6)        | 7.3 (45.1)        | 8.5 (47.3)        | 9.9 (49.8)        | 12.4 (54.3)       | 14.7 (58.5)       | 17.1 (62.8)       | 13.1 (55.6)       |
| 역대 최저 기온 °C (°F)                                                                         | 6.0 (42.8)        | 6.8 (44.2)        | 3.8 (38.8)        | 1.3 (34.3)        | −2.0 (28.4)       | −5.6 (21.9)       | −5.0 (23.0)       | −3.8 (25.2)       | −2.4 (27.7)       | −1.5 (29.3)       | 2.5 (36.5)        | 5.0 (41.0)        | −5.6 (21.9)       |
| 평균 강수량 mm (인치)                                                                          | 94.6 (3.72)       | 93.8 (3.69)       | 105.8 (4.17)      | 111.1 (4.37)      | 83.4 (3.28)       | 89.4 (3.52)       | 93.2 (3.67)       | 89.9 (3.54)       | 92.1 (3.63)       | 102.2 (4.02)      | 95.9 (3.78)       | 91.3 (3.59)       | 1,142.7 (44.99)   |
| 평균 강수일수 (≥ 1.0 mm)                                                                       | 6                 | 6                 | 6                 | 7                 | 6                 | 7                 | 6                 | 7                 | 7                 | 7                 | 7                 | 7                 | 79                |
| 평균 상대 습도 (%)                                                                             | 70                | 73                | 76                | 77                | 79                | 81                | 80                | 78                | 76                | 74                | 72                | 70                | 76                |
| 평균 월간 일조시간                                                                             | 294.5             | 234.5             | 220.1             | 162.0             | 161.2             | 126.0             | 142.6             | 164.3             | 180.0             | 226.3             | 249.0             | 282.1             | 2,442.6           |
| 평균 일일 일조시간                                                                             | 9.5               | 8.3               | 7.1               | 5.4               | 5.2               | 4.2               | 4.6               | 5.3               | 6.0               | 7.3               | 8.3               | 9.1               | 6.7               |
| 출처 1: 우루과이 기상연구소 (평년값: 1991년~2020년, 극값: 1901년~2020년)                       |                   |                   |                   |                   |                   |                   |                   |                   |                   |                   |                   |                   |                   |
| 출처 2: 우루과이 국립농업연구소 (상대습도/일조시간: 1980년~2009년), 미국 해양대기청 (강수일수) |                   |                   |                   |                   |                   |                   |                   |                   |                   |                   |                   |                   |                   |

## 주요 명소

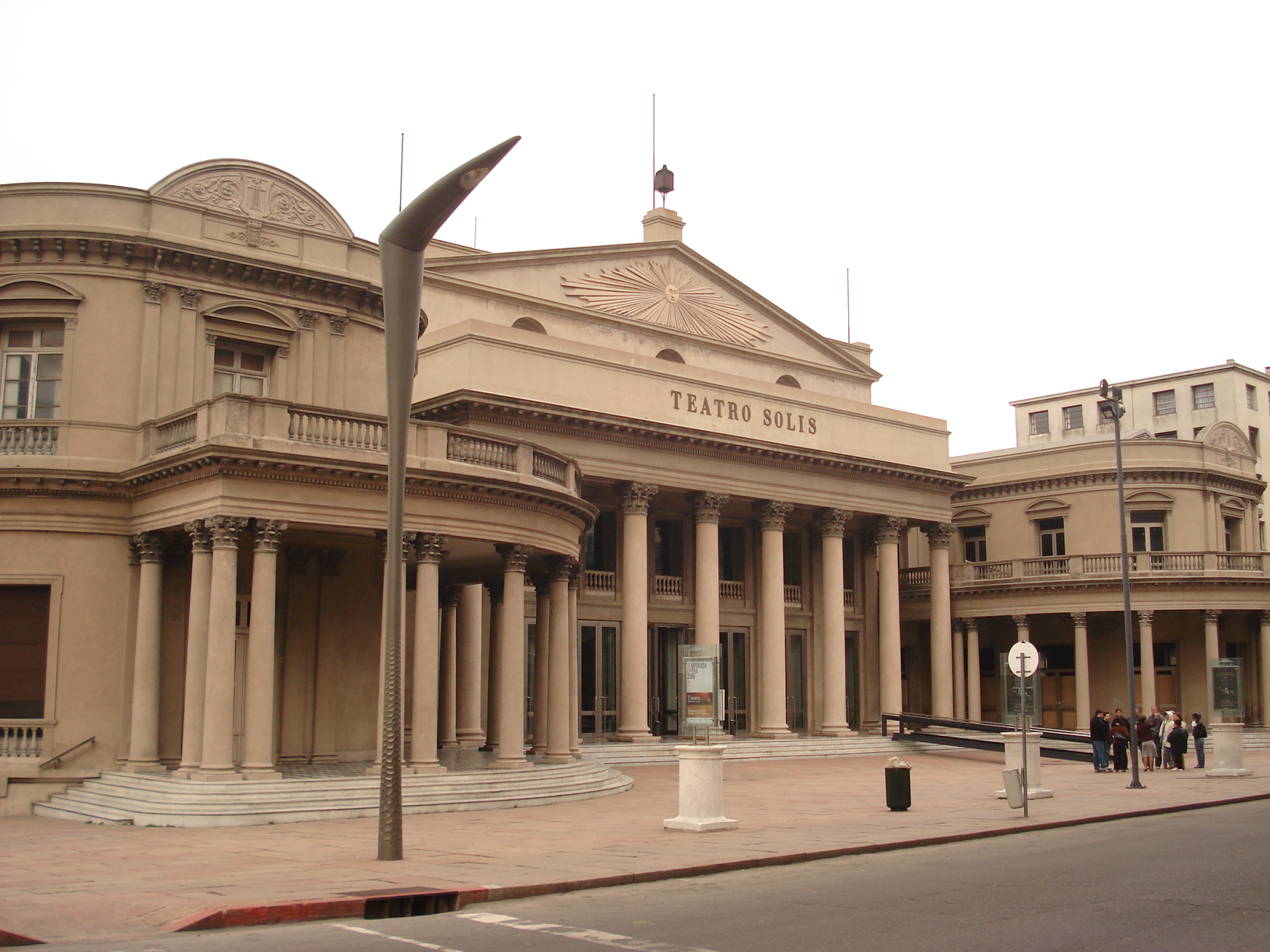
솔리스 극장

- 에스타디오 센테나리오
- 살보 궁
- 솔리스 극장

## 스포츠
센테나리오 경기장을 중심으로 1930년에 초대 월드컵 대회를 개최하였던 도시이다. 페냐롤, 나시오날 등의 축구 클럽의 연고지이다.

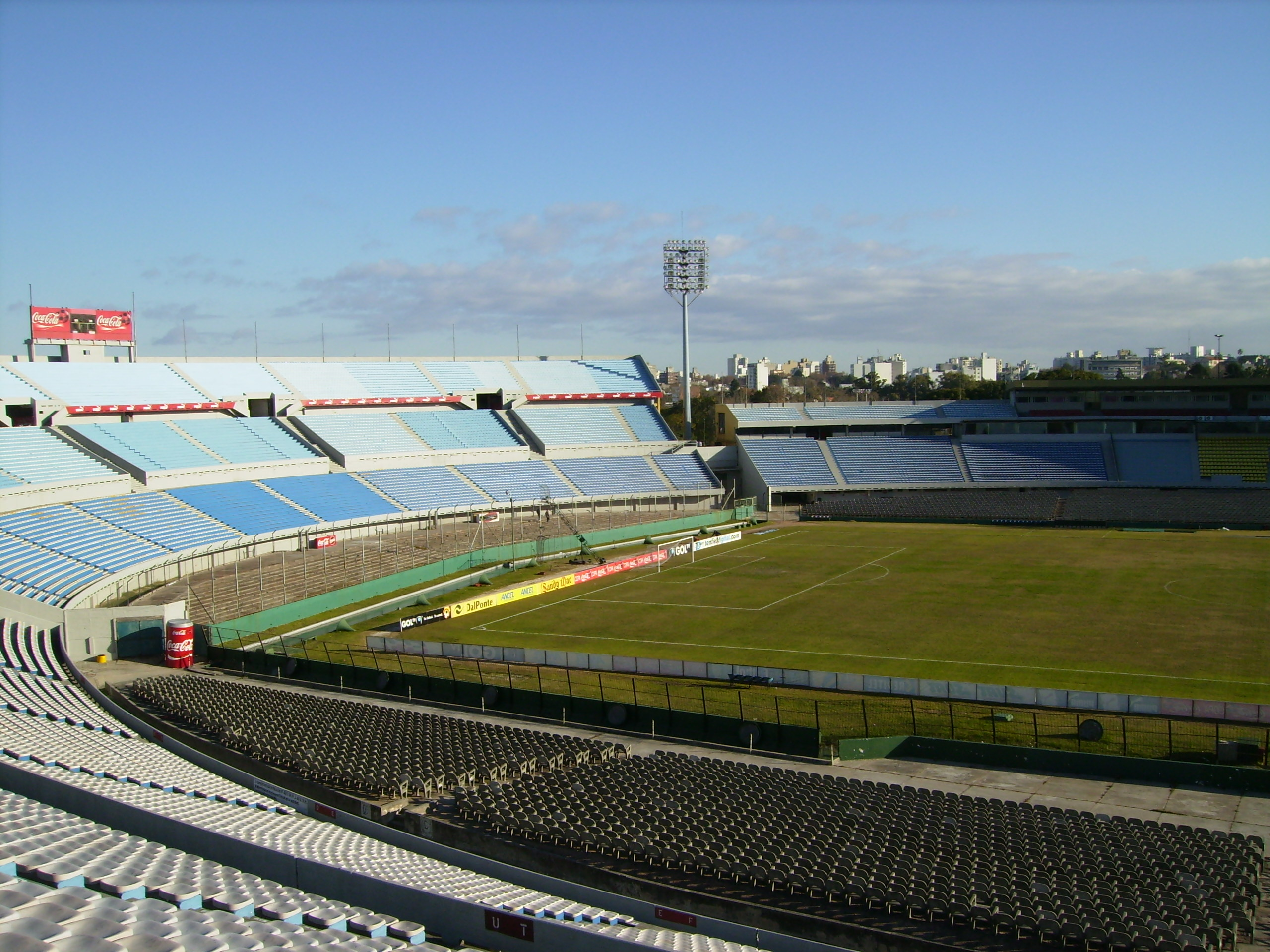
센테나리오 경기장

## 교통
이 곳에 카라스코 국제공항이 있다.

## 자매도시
- 뉴질랜드 웰링턴
- 독일 베를린
- 러시아 상트페테르부르크
- 브라질 쿠리티바
- 스페인 마드리드
- 스페인 멜리야
- 스페인 바르셀로나
- 아르헨티나 라플라타
- 아르헨티나 로사리오
- 아르헨티나 부에노스아이레스
- 아르헨티나 코르도바
- 스페인 카디스
- 중화인민공화국 칭다오
- 중화인민공화국 톈진
- 캐나다 퀘벡
- 콜롬비아 보고타

## 같이 보기
- 그리팅맨